# Muhammad Youssuf Cande
Muhammad Youssuf Cande (Bissau, 1990. augusztus 29. –) válogatott bissau-guineai labdarúgó, hátvéd. Művészneve Mamadu.

## Mérkőzései a bissau-guineai válogatottban
| #   | Dátum                | Ellenfél              | Eredmény | Kiírás                             | Esemény    |
| --- | -------------------- | --------------------- | -------- | ---------------------------------- | ---------- |
| 1.  | 2010. november 16.   | Zöld-foki Köztársaság | 1 – 2    | barátságos mérkőzés                | 66'        |
| 2.  | 2011. február 9.     | Gambia                | 1 – 3    | barátságos mérkőzés                | becserélve |
| 3.  | 2011. március 26.    | Uganda                | 0 – 1    | ANK-selejtező                      | 72'        |
| 4.  | 2011. augusztus 10.  | Egyenlítői-Guinea     | 4 – 1    | barátságos mérkőzés                | becserélve |
| 5.  | 2011. október 8.     | Angola                | 0 – 2    | ANK-selejtező                      | 78'        |
| 6.  | 2011. november 11.   | Togo                  | 1 – 1    | Vb-selejtező                       | 6'         |
| 7.  | 2012. február 29.    | Kamerun               | 0 – 1    | ANK-selejtező                      | 68'        |
| 8.  | 2012. június 16.     | Kamerun               | 0 – 1    | ANK-selejtező                      | 60'        |
| 9.  | 2015. június 13.     | Zambia                | 0 – 0    | ANK-selejtező                      | 22'        |
| 10. | 2015. szeptember 5.  | Kongó                 | 2 – 4    | ANK-selejtező                      |            |
| 11. | 2015. október 8.     | Libéria               | 1 – 1    | Vb-selejtező                       |            |
| 12. | 2015. október 13.    | Libéria               | 1 – 3    | Vb-selejtező                       |            |
| 13. | 2017. január 18.     | Kamerun               | 1 – 2    | Afrikai Nemzetek Kupája csoportkör |            |
| 14. | 2017. január 22.     | Burkina Faso          | 0 – 2    | Afrikai Nemzetek Kupája csoportkör |            |
| 15. | 2018. március 22.    | Burkina Faso          | 0 – 2    | barátságos mérkőzés                |            |
| 16. | 2019. június 8.      | Angola                | 0 – 2    | barátságos mérkőzés                | 46'        |
| 17. | 2019. június 25.     | Kamerun               | 0 – 2    | Afrikai Nemzetek Kupája csoportkör |            |
| 18. | 2019. június 29.     | Benin                 | 0 – 0    | Afrikai Nemzetek Kupája csoportkör |            |
| 19. | 2019. július 2.      | Ghána                 | 0 – 2    | Afrikai Nemzetek Kupája csoportkör | 65'        |
| 20. | 2019. szeptember 4.  | São Tomé és Príncipe  | 1 – 0    | Vb-selejtező                       |            |
| 21. | 2019. szeptember 10. | São Tomé és Príncipe  | 2 – 1    | Vb-selejtező                       |            |
| 22. | 2019. november 13.   | Szváziföld            | 3 – 0    | ANK-selejtező                      |            |
| 23. | 2019. november 17.   | Kongó                 | 0 – 3    | ANK-selejtező                      |            |

## Pályafutása
2013 júniusában hároméves szerződést írt alá a Videoton FC csapatával.